# Shishan, Fujian
Shishan (kinesiska: 诗山) är en köping i sydöstra Kina. Den ligger i Nan'an i staden Quanzhou i provinsen Fujian, omkring 140 kilometer sydväst om provinshuvudstaden Fuzhou. Antalet invånare är 59 825. Befolkningen består av 30 463 kvinnor och 29 362 män. Barn under 15 år utgör 16,0 %, vuxna 15-64 år 74 %, och äldre över 65 år 9,0 %.